# الحزب الوطني الاشتراكي المجري
الحزب الوطني الاشتراكي (بالمجرية: Magyar Nemzeti Szocialista Párt)‏ ( (بالمجرية: Magyar Nemzeti Szocialista Párt)‏عبارة عن خطاب سياسي تبناه عدد من الأحزاب النازية الصغيرة في المجر قبل الحرب العالمية الثانية.

## المجموعات الاشتراكية الوطنية المبكرة
منذ نشأتها الأولى وحتى السقوط النهائي للرايخ الثالث كان للنازية تأثير عميق على السياسة الهنغارية، ونتيجة لذلك، تم إنشاء العديد من «حركات الاستنساخ» في البلاد خلال فترة الانتفاضة.  تم تنظيم المجموعة الأولي في العشرينات من القرن الماضي، لكنها لم تكتسب أي تأثير. ومع ذلك، فإن هذا التجسد للحزب استمر في الثلاثينات. 

كانت Greenshirts من بين المجموعات التي تستخدم الصليب المعقوف

## النتائج الانتخابية

### الجمعية الوطنية
| انتخاب | الأصوات | الأصوات | الأصوات     | مقاعد   | مقاعد | مرتبة | حكومة       | زعيم القائمة الوطنية |
| انتخاب | #       | %       | ±نقطة مئوية | #       | +/−   | مرتبة | حكومة       | زعيم القائمة الوطنية |
| ------ | ------- | ------- | ----------- | ------- | ----- | ----- | ----------- | -------------------- |
| 1926   | 1,118   | 0.1%    | ▲0.1        | 0 / 260 | ▲     | 11th  | في المعارضة |                      |
| 1935   | 57,544  | 3.9%    | ▲3.9        | 2 / 260 | ▲     | 5th   | في المعارضة |                      |
| 1939   | 10,872  | 0.7%    | ▼           | 0 / 260 | ▼     | 14th  | في المعارضة |                      |